# Megitsune
Singles de BABYMETAL
Ijime, Dame, Zettai
(2013)
Megitsune (メギツネ) est le deuxième single, dit major (quatrième au total), du trio japonais BABYMETAL.

## Présentation
Le single sort le 19 juin 2013 sous le label Toy's Factory ainsi qu'en plusieurs éditions avec des couvertures différentes.
L'édition régulière avec un CD seulement comme couverture une image d'une personne en tenue traditionnelle du pays, portant deux guitares sur le dos ainsi qu'un masque décoré en forme de tête de renard, puis trois éditions limitées avec CD+DVD (avec des chansons différentes et vidéos) chacune titrée: Ki (pour "Megi") comme couverture la "leader" SU-METAL, TSU comme couverture YUIMETAL et NE comme couverture MOAMETAL.
D'autres éditions sont les éditions spéciales qui n'ont été vendues seulement aux concerts en direct: une édition spéciale avec le trio sur la couverture et l'édition spéciale Su-Metal avec seulement la leader.
La chanson-titre et ses chansons faces-B inédites (Benitsuki -Akatsuki- et Onedari Daisakusen) figureront sur le premier album studio du groupe qui ne sort que l'année suivante, le 26 février 2014.
Le single atteint la 7e place des classements hebdomadaires des ventes de l'oricon et s'est vendu au total de 29 698 exemplaires.

## Liste des titres
| 1. | Megitsune (メギツネ)                                    | 4:09 |
| 2. | Benitsuki -Akatsuki- (紅月-アカツキ-)                   | 5:29 |
| 3. | Megitsune (Air Vocal ver.) (メギツネ)                   |      |
| 4. | Benitsuki - Akatsuki- (Air Vocal ver.) (紅月-アカツキ-) |      |

| 1. | Megitsune (メギツネ)                | 4:09 |
| 2. | Onedari Daisakusen (おねだり大作戦) | 3:17 |

| 1. | Overture~Do・Ki・Do・Ki☆MORNING (Overture～ド・キ・ド・キ☆モーニング) |  |
| 2. | Headbanger!! (ヘドバンギャー!!)                                       |  |

| 1. | BABYMETAL DEATH                                                                                   |  |
| 2. | Kimi to Anime ga Mitai ~ Answer for Animation With You (Kiba of Akiba cover) (君とアニメが見たい) |  |

| 1. | Overture~Ijime, Dame, Zettai (Overture～イジメ、ダメ、ゼッタイ) |  |
| 2. | Catch Me If You Can (Catch me if you can)                       |  |

| 1. | Megitsune (メギツネ)                | 4:09 |
| 2. | Megitsune -TEKINA Remix- (メギツネ) |      |